# Munroa decumbens
Munroa decumbens är en gräsart som beskrevs av Rodolfo Amando Philippi. Munroa decumbens ingår i släktet Munroa och familjen gräs. Inga underarter finns listade i Catalogue of Life.